# ناحیه الیزابت، شهرستان دم اوتر، مینه سوتا
ناحیه الیزابت (به انگلیسی: Elizabeth Township) یک منطقهٔ مسکونی در ایالات متحده آمریکا است که در شهرستان اوتر تیل، مینه‌سوتا واقع شده‌است.
 ناحیه الیزابت ۹۲٫۲ کیلومتر مربع مساحت و ۷۲۲ نفر جمعیت دارد و ۳۸۴ متر بالاتر از سطح دریا واقع شده‌است.